# Maximilian Habernoll
Maximilian Habernoll (* 9. Februar 1878 in Nikolai; † 2. März 1945 in Naumburg am Queis) war ein deutscher römisch-katholischer Geistlicher und Märtyrer.

## Leben
Max Habernoll stammte aus Nikolai im Kreis Pleß (südwestlich Kattowitz). Am 23. Juni 1905 wurde er zum Priester geweiht. Als Diözesanpriester wirkte er im Erzbistum Breslau, zuletzt östlich Görlitz als Pfarrer in Alt Warthau (Landkreis Bunzlau). Dann lebte er im unweiten Naumburg am Queis im Ruhestand. Dort wurde er am 2. März 1945 Opfer eines Massakers russischer Truppen an mehr als 60 Personen, darunter der Priester Otto Rust und der Benediktiner Norbert Sobel.

## Gedenken
Die deutsche Römisch-katholische Kirche hat Maximilian Habernoll als Märtyrer aus der Zeit des Nationalsozialismus in das deutsche Martyrologium des 20. Jahrhunderts aufgenommen.